# Czutor Zoltán
Czutor Zoltán (Szeged, 1969. május 2. –) magyar énekes, zenész, zeneszerző, szövegíró, tanár. A Belmondo énekese. 2022 január 20-tól a Spirit FM rádió műsorvezetője.

## Életrajz
Első zenekara, a Ropi 1982. december 30-án lépett fel egy iskolai előszilveszteri bulin. Tagjai ekkor még mindössze 13-14 évesek voltak. Nemsokára egy erős AC/DC-hatás a zenekart egyre határozottabb irányba terelte, Ropi néven azonban még jó néhány sikeres koncertet adtak. Gimnazista korukra stílus- és fazonmódusulást követően természetesen a nevük is változott Still Hillre. 1987-ben a Radnóti Miklós Gimnáziumban érettségizett, 1989-ben elektroműszerész képesítést, majd 1994-ben a Szegedi Tudományegyetem – Juhász Gyula Tanárképző Főiskolán biológia-kémia szakos tanári diplomát szerzett.
Zenei pályafutása 1989-ben indult be a Nyers zenekar frontembere, zeneszerzője és szövegírójaként. 1997-ben egy évet tölt Los Angelesben, ahol hangszerelőként, stúdiózenészként, énekesként dolgozott. Los Angeles-i tartózkodása alatt a Creative Artists Agency (CAA) jóvoltából több felkérést – egy munka kivételével mindent – megkapott, de bevallása szerint hazaszeretete hazahozta Magyarországra:
valahogy mégis azt éreztem, hogy nekem a saját dolgaimat kell csinálni és itt Magyarországon. Ott valahogy nagyon felerősödött bennem a hazaszeretet és rájöttem, hogy addig nem ismert finom kis szálakkal kötődöm a magyar kultúrához.
2005-ben a Nyers feloszlása után megalapította a Belmondo zenekart, melynek napjainkig frontembere, zeneszerzője és szövegírója. 2013-ban a MikulásGyár hivatalos gyereklemezét Gubás Gabival közösen adták ki MákosGubás és a CzutorBorsók címmel, ennek eladásából befolyó teljes összeget a rászoruló gyerekek kapták. Szintén 2013-tól DJ Zíliával és Krajczár Péterrel megalapították a Hippihonder nevű formációt, ami elsősorban a klubszínpadokon aktív.
2004-től 2006-ig dolgozott a WAN2 magazinnál, mint újságíró, a gödöllői Másikrádiónál, a Rádió Cafénál, illetve a TV Szigetnél, mint műsorvezető, illetve szerkesztő. 2007 novemberétől az Artisjus Szerzői Jogvédő Iroda Egyesület Könnyűzenei választmányának, 2011 decemberétől az Artisjus vezetőségi tagja. 2008 novembere és 2012 januárja között a Magyar Könnyűzeneszerzők és Szövegírók Egyesületének elnöke. Ebben a minőségében azóta is – kvázi társadalmi szerepvállalásként – dolgozik a mindenkori médiatörvény és szerzői jogi törvény hazai szerzőkre nézve kedvező módosításaiért (nemzeti zenei kvóta bevezetése/bővítése, a jogdíjbeszedés kiterjesztése, felosztás-elosztás transzparenciája, stb.).
2009-től óraadó felsőoktatási és egyéb továbbképző intézményekben (Corvinus Egyetem, Pécsi Tudományegyetem, Általános Vállalkozási Főiskola, Kőbányai Zeneiskola, Werk Akadémia) elsősorban a „Szellemi termékekkel, jogdíjakkal, kulturális menedzsment”-tel kapcsolatos témakörökben.
Első házasságát 20 évesen kötötte, másodikat 23 évesen. Második házasságából Garab Ildikóval, amely 2006-ban ért véget, 3 gyermeke van: Levente (1992), Szonja (1995), Győző (2002). Harmadik felesége a nála 20 évvel fiatalabb Kilián Zsanett, akitől két fia van: Simon Zsigmond (2012), Miksa Nándor (2016). 2022. márciusában megszületett a legkisebb lány: Franciska.
2022. január 20-tól a Spirit FM Beszóló című interaktív műsorának műsorvezetője.

## Egyéb tevékenységek
Közreműködött – mint előadó, illetve mint zeneszerző és/vagy szövegíró – Wolf Kati, Szolnoki Péter, Dopeman, Junkies – Szekeres András, Publo Hunny, Tóth Vera, Rácz Gergő, Koós Réka, Judie Jay, Fourtissimo, Czutor Anett, Szirtes Edina Mókus, Diaz, Eckü – Hősök, Kovács Krisztián – Fish, Zoohacker, Hatvani Zília, Krajczár Péter, Fábián Juli, Gájer Bálint, Pély Barnabás, Gitano dalaiban, albumaiban, a Magyar Dal Napja hivatalos dalában (40 előadó).
1998-tól több film, dokumentumfilm, színházi darab, TV-főcím és reklám zeneszerzője, szövegírója:
- Filmek: Pizzás, Papsajt, Tüskevár – mint önálló zeneszerző,[18] több más filmben zenekari dalokkal (Nyers, Belmondo).[4]
- Színház: Szegedi Nemzeti Színház „Mechanikus narancs” című előadásának teljes zenei anyaga és dalszövegei (a 2005/2006-os és 2006/2007-es évadban); Berkoff: Nyafogók (Millenáris Park); 2014 Betsabé zenés játék;[4][9]
- Reklámzenék (kb. 100): Telekom, Volkswagen Polo, Durex, Coca-Cola, Borsodi sör, Másik Rádió, SZTE, Vodafone, Pannónia Fesztivál, Ferrero, Jazzy Rádió, stb.[4]

## Albumok
Nyers
- 1995 Elmúltak a buta zenék (BMG)
- 1996 Béna (BMG)
- 1999 Mi, rendes emberek (Warner Music Hungary, 1GRecords)
- 2000 Szeretet, béke van (Warner Music Hungary, 1GRecords)
- 2001 Hátra Arc (Warner Music Hungary, 1GRecords)
- 2003 Afrobetyár (Panama Music)
- 2005 Ennyi – koncertalbum (Crossroads Records)
- 2015 – Emlékeztető szuri (1G Records)

Belmondo
- 2006 Él ilyen Alien (FF Film&Music)
- 2008 Hogy nézel rám (FF Film&Music)
- 2010 Szájba Rágót! (FF Film&Music)
- 2011 Mikor (MusicFashion)
- 2012 Good, Better, Belmondo (MusicFashion)
- 2013 Kooperativ (MusicFashion)
- 2014 Puritán úrilány (MusicFashion)[19]
- 2015 Kalapot le! (MusicFashion)
- 2017 Pár piálás (MusicFashion)
- 2021 Czutor 50

Gubás Gabi és Czutor Zoltán
- 2013 MákosGubás és a CzutorBorsók (MusicFashion)

Czutorborsók
2016 Kresz Géza utazásai (a Mikulásgyár hivatalos lemeze) (MusicFashion)
2019 Kresz Géza tovább merészkedik (MusicFashion) 

## Díjak
- 2020 Emberi Hang Díj
- 2013 Zenélni díj énekes kategória[22]
- 2011 Artisjus-díj „Az év könnyűzenei szövegírója”
- 1996 Aranyzsiráf díj „Az 1995. év felfedezettje”

## Külső hivatkozások
- Czutor Zoltán az Internet Movie Database oldalon (angolul)
- Czutor Zoltán a PORT.hu-n (magyarul)